# Nuevo Santo Tomás
Nuevo Santo Tomás är en ort i Mexiko.   Den ligger i kommunen Las Margaritas och delstaten Chiapas, i den sydöstra delen av landet, 900 km öster om huvudstaden Mexico City. Nuevo Santo Tomás ligger 319 meter över havet och antalet invånare är 519.
Terrängen runt Nuevo Santo Tomás är kuperad. Runt Nuevo Santo Tomás är det ganska glesbefolkat, med 30 invånare per kvadratkilometer. Närmaste större samhälle är Santo Domingo de las Palmas, 12,0 km sydost om Nuevo Santo Tomás. I omgivningarna runt Nuevo Santo Tomás växer i huvudsak städsegrön lövskog.